# High-κ絶縁体
High-κ絶縁体（はいかっぱぜつえんたい）とは、（二酸化ケイ素と比べて）高い比誘電率 κ を持つ材料に対する呼称である。半導体製造プロセスでHigh-κ絶縁体は、二酸化ケイ素ゲート絶縁体やその他の絶縁膜を置き換えるために用いられる。high-κゲート絶縁体は、ムーアの法則と呼ばれるマイクロ電子部品のさらなる微細化の戦略の一つである。
"high-κ"(high Κ)の代わりに"high-k"と呼ばれる時もある。

## high-κ材料の必要性
ゲート酸化物として数十年間にわたって使われてきたのは二酸化ケイ素(SiO2)である。
トランジスタが小さくなり二酸化ケイ素ゲート絶縁体の厚さが着実に薄くなったことで、ゲート容量と駆動電流は増加したが、デバイス性能は向上した。
厚さが2nm未満になると、トンネル効果によるリーク電流が劇的に増加し、その結果消費電力は増加し、デバイスの信頼性は減少した。
ゲート絶縁体を二酸化ケイ素からhigh-κ材料に置き換えることで、リーク効果無しでゲート容量を増加させることができる。

### 第一原理
MOSFETでのゲート酸化物は、平行板コンデンサとしてモデル化できる。
量子力学的効果とSi基板とゲートからの空乏効果を無視すると、この平行板コンデンサの電気容量Cは次のように与えられる。
{\displaystyle C={\frac {\kappa \varepsilon _{0}A}{t}}}
ここで、
- Aはコンデンサ面積

従来の二酸化ケイ素ゲート絶縁体構造と将来的なhigh-k絶縁体構造。ここでκ = 16。

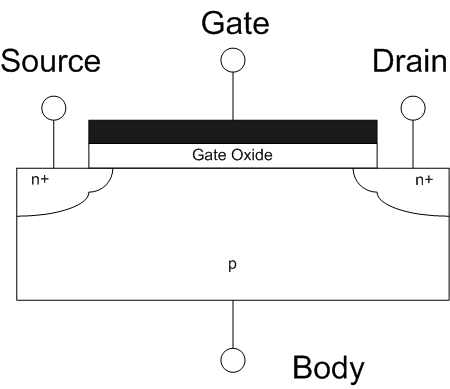
ゲート酸化物絶縁体を示したn-チャネルMOSFETトランジスタの断面図。

- κは材料の比誘電率（二酸化ケイ素では3.9）
- ε0は真空の誘電率
- tはコンデンサ酸化物絶縁体の厚さ

リーク電流のため、tをさらに減少することには限界がある。ゲート容量を増加させるための代替案として、二酸化ケイ素をhigh-κ材料に置き換えて誘電率κを増加させる。
その結果、ゲート酸化物層をより厚くすることができるのでゲート絶縁信頼性を向上でき、また構造中を流れるリーク電流を減少させることができる。

### 駆動電流でのゲート容量インパクト
MOSFETのドレイン電流IDは（グラジュアルチャネル近似を用いると）次のように書ける。
{\displaystyle I_{D,Sat}={\frac {W}{L}}\mu \,C_{inv}{\frac {(V_{G}-V_{th})^{2}}{2}}}
ここで、
- Wはトランジスタチャネルの幅
- Lはチャネル長さ
- μはチャネルキャリア移動度（ここでは定数と仮定される）
- Cinvは下層のチャネルが反転状態である場合のゲート絶縁体に関連したキャパシタンス密度
- VGはトランジスタゲートに印加された電圧。
- Vthはしきい値電圧

VGが大きすぎると酸化物を横切る方向に大きな電場を作ってしまう。よって信頼性と室温操作の制約により、VG − Vthはある範囲に限定される。
さらにVthは簡単には200 mV未満にはできない。
なぜなら（high-κ絶縁体ではなく）酸化物を使うことによるリーク電流の増加と、サブスレッショルド伝導が、待機時消費電力を許容できないレベルまで増加させるためである。
（スレッショルドを200mVに制限している産業ロードマップやRoy等 を参照。）
このように、この因子の簡略化されたリストによれば、ID,satが増加すると、チャネル長さを短くすることや、ゲート絶縁体容量を増やすことが必要となる。

## 材料と考慮
二酸化ケイ素ゲート絶縁体を別の材料に置き換えることは、製造プロセスをさらに複雑にする。
下層のシリコンを熱酸化することで均一性と高い界面特性を持つ二酸化ケイ素を作ることができる。
その結果、開発努力は製造プロセスに容易に取り込める高い誘電率をもつ材料の探索に集中した。
その他に考慮すべき事は、シリコンへのバンドアライメント（これはリーク電流を変化させる）、薄膜のモルフォロジー、熱的安定性、チャネルでの電荷キャリアの高い移動度の維持、薄膜との界面での電気的欠陥の最小化である。
多くの注目を集めている材料は、一般的に原子層堆積で作られるケイ酸ハフニウム、ケイ酸ジルコニウム、酸化ハフニウム、ジルコニアである。
high-k絶縁体での欠陥状態は電気特性に影響を与えられると考えられる。
欠陥状態は、例えばゼロバイアス熱刺激電流、ゼロ温度勾配ゼロバイアス熱刺激電流分光、非弾性電子トンネル分光(IETS)を用いて測定できる。

## 産業での用途
産業において、1990年代から窒化ケイ素ゲート絶縁体が使用されており、シリコン酸化物絶縁体に少量の窒素が注入される。
窒素含有量は誘電率をわずかに増加させ、ゲート絶縁体を通したドーパント拡散に対する抵抗などの利点があると考えられる。
2007年初めにインテルは、ハフニウムベースhigh-k絶縁体の展開を、45ナノメートルテクノロジー上のコンポーネントにおけるメタルゲートと併せて発表し、コードネームでPenrynと呼ばれる2007プロセッサシリーズで出荷した。  
それと同時にIBMでも、2008年にいくつかの製品でハフニウムベースのhigh-k材料へ移行することを発表した。
特定されていないが最も用いられている可能性が高いとされている絶縁体は、何らかの形の窒化ハフニウムシリケート(HfSiON)である。
HfO2とHfSiOはドーパント活性化アニールの間、結晶化の影響を受けやすい。
NECエレクトロニクスも55 nm UltimateLowPowerテクノロジーでHfSiON絶縁体の使用を発表した。 
しかしHfSiONはトラップに関係したリーク電流の影響を受けやすく、これはデバイス寿命までの間、ストレスにつれて増加する傾向がある。
このリーク効果は、ハフニウム濃度が増加するとよりシビアになる。
しかしハフニウムが将来のhigh-k絶縁体での事実上の基礎となる保障は無い。
2006年のITRSロードマップはhigh-k材料の実行は2010年までに産業において当たり前になると予言している。
尚、成膜方法としては大口径ウエハ上への均一な成膜が可能なALD（Atomic Layer Deposition：原子層堆積）が用いられていることが知られている。

## 引用
1. ↑  “Process Integration, Devices, and Structures”. International Technology Roadmap for Semiconductors: 2006 Update. 2007年9月27日時点のオリジナルよりアーカイブ。 Template:Cite webの呼び出しエラー：引数 accessdate は必須です。
2. ↑  Kaushik Roy, Kiat Seng Yeo (2004). Low Voltage, Low Power VLSI Subsystems. McGraw-Hill Professional. Fig. 2.1, p. 44. ISBN 0-07-143786-X
3. ↑  Lau, W. S.; Zhong, L.; Lee, Allen; See, C. H.; Han, Taejoon; Sandler, N. P.; Chong, T. C. (1997). “Detection of defect states responsible for leakage current in ultrathin tantalum pentoxide (Ta[sub 2]O[sub 5]) films by zero-bias thermally stimulated current spectroscopy”. Applied Physics Letters 71 (4):  500. Bibcode: 1997ApPhL..71..500L. doi:10.1063/1.119590.
4. ↑  Lau, W. S.; Wong, K. F.; Han, Taejoon; Sandler, Nathan P. (2006). “Application of zero-temperature-gradient zero-bias thermally stimulated current spectroscopy to ultrathin high-dielectric-constant insulator film characterization”. Applied Physics Letters 88 (17):  172906. Bibcode: 2006ApPhL..88q2906L. doi:10.1063/1.2199590.
5. ↑  “Intel 45nm High-k Silicon Technology Page”.   Intel.com. 2011年11月8日閲覧。
6. ↑  IEEE Spectrum: The High-k Solution
7. ↑  “UltimateLowPower Technology|Advanced Process Technology|Technology|NEC Electronics”.   Necel.com. 2010年2月19日時点のオリジナルよりアーカイブ。2011年11月8日閲覧。